# Aminata Kamissoko
Aminata Kamissoko (* 9. Juli 1985) ist eine ehemalige mauretanische Leichtathletin, die sich auf den Sprint spezialisiert hatte.

## Biografie
Aminata Kamissoko startete bei den Weltmeisterschaften 2003 im 100-Meter-Lauf. Mit einer Zeit von 13,70 s schied sie als Siebte ihres Vorlaufes aus. Bei den Olympischen Spielen 2004 in Athen startete sie ebenfalls im Wettkampf über 100 m, konnte aber erneut nicht die nächste Runde erreichen. Im gleichen Jahr stellte sie im Weitsprung mit einer Weite von 5,05 m einen neuen Landesrekord in Nouakchott auf.